# Konvexgeometrie
Die Konvexgeometrie (oder auch konvexe Geometrie) ist ein Teilgebiet der Geometrie. Sie wurde von Hermann Minkowski begründet und behandelt die Theorie der konvexen Mengen in {\displaystyle n}-dimensionalen reellen affinen Räumen oder Vektorräumen. Minkowski entwickelte seine Theorie in seinem Werk Geometrie der Zahlen (Leipzig 1896 und 1910).
Die Konvexgeometrie hat zahlreiche Bezüge zu anderen Teilgebieten der Mathematik wie etwa der Zahlentheorie, der Funktionalanalysis, der diskreten Mathematik oder der algebraischen Geometrie (Torische Geometrie, Tropische Geometrie).

## Definition
Eine Teilmenge eines reellen {\displaystyle n}-dimensionalen Vektorraumes heißt konvex, wenn sie mit je zwei Punkten {\displaystyle A} und {\displaystyle B} ebenso alle Punkte zwischen ihnen enthält, also die Punkte der Strecke {\displaystyle AB}. Zu jeder Teilmenge {\displaystyle M} des reellen Raumes existiert ihre konvexe Hülle, das ist der Durchschnitt aller {\displaystyle M} enthaltenden konvexen Mengen.
Die konvexen Hüllen endlich vieler Punkte heißen konvexe Polyeder oder Polytope. Eigentliche Polytope sind solche, die nicht in einem echten affinen Unterraum liegen. Klassische Beispiele sind Dreieck, konvexes Viereck und Parallelogramm in der Ebene, Tetraeder, Quader, Oktaeder, Dodekaeder, Ikosaeder im dreidimensionalen Raum, Simplex in beliebigen Dimensionen. Man kann Polyeder als Vereinigungen endlich vieler Polytope erklären und auf diese Definition die Geometrie der Polyeder aufbauen.

## Auswahl klassischer Resultate der Konvexgeometrie
- Satz von Bárány
- Satz von Barbier
- Bieberbachsche Ungleichung
- Auswahlsatz von Blaschke
- Brunn-Minkowski-Ungleichung
- Satz von Carathéodory
- Satz von Cauchy
- Eulerscher Polyedersatz
- Satz von Helly
- Isoperimetrische Ungleichung
- Satz von Jung
- Lemma von Kakutani
- Satz von Kirchberger
- Satz von Krasnoselski
- Satz von Minkowski
- Minkowskischer Gitterpunktsatz
- Satz von Pick
- Satz von Radon
- Satz von Straszewicz
- Satz von Tverberg
- Satz von Motzkin
- Satz von Tietze
- Satz von Hadwiger

Viele der genannten Sätze gelten in unendlichdimensionalen Räumen nur noch in abgeschwächter Form. Siehe dazu etwa Satz von Krein-Milman oder Choquet-Theorie.

## Weblink
- Ivan Izmestiev: Einführung in die Konvexgeometrie. (PDF; 548 kB) Skript